# 京急武山線
武山線（たけやません）とは、戦前から戦時中及び終戦直後にかけて、湘南電気鉄道→京浜電気鉄道→東京急行電鉄→京浜急行電鉄が、神奈川県横須賀市小矢部と衣笠栄町に跨る付近から同林にかけて計画および一部着工した未成線である。

## 路線データ
- 区間：横須賀線衣笠駅付近 - 林駅
- 距離：6.1km
- 軌間：1435mm（標準軌）
- 閉塞方式：不明

## 歴史

### 三浦半島西部線との一体化計画
元々は、湘南電気鉄道三浦半島西部線の支線として計画された路線である。しかしながら、現在の三浦市内での用地買収が難航したほか、計画用地が起伏に富んでおり、なおかつ三崎から逗子にかけての沿線は当時まだ、人口が少なかったため、西部線、武山線ともに計画は消滅した。1931年（昭和6年）には逸見駅付近と林地区を結ぶ横須賀軌道が申請されたが、バス路線があり軌道は不要であるとして却下されている。

### 軍部の介入
1941年（昭和16年）に太平洋戦争が勃発すると、当時の陸軍の施設や駐屯地などが林地区にもあったため、横須賀線横須賀駅から衣笠駅を経由して、林へと通じる何らかの交通手段を必要とした。このため、三浦半島西部線とともに計画段階で消滅した武山線を建設せよと、京浜電気鉄道（のちに東京急行電鉄へと継承された）に指示した。この武山線は完全に兵員輸送のための路線計画に変更されたため、明らかに採算が採れないことは当時から分かっていたが、軍部の指導とあっては京浜電気鉄道も飲まざるをえない状況であった。

### 終戦
1945年（昭和20年）に太平洋戦争が終結、日本が敗戦となったことで、武山線の建設は完全にストップした。これは、大東急の路線が度重なる空襲で甚大な被害を受けたこと、資材が軍に優先して流れたため、トンネルを掘っただけで路盤工事や線路の敷設ができなかったこと、1948年（昭和23年）に大東急が分割され、武山線の免許は京浜急行電鉄に引き継がれたが、京急自体も戦争の傷跡が生々しく、現存する電車と既存路線の保守でギリギリの経営が続いたことなどが挙げられる。

### 県道26号線の一部に
結局、武山線自体が兵員輸送を目的とした計画線であったため、京急としては建設を続行するメリットがなく、敷地用地を神奈川県に売却した。神奈川県では、横須賀市中心部と三浦市を結ぶ主要道路用地として、鉄道用に掘られたトンネルを利用しつつ、神奈川県道26号横須賀三崎線の一部として開通させた（なお、横須賀市中心部と衣笠栄町地区を結ぶ道路は戦前から存在していた）。

## 特記事項

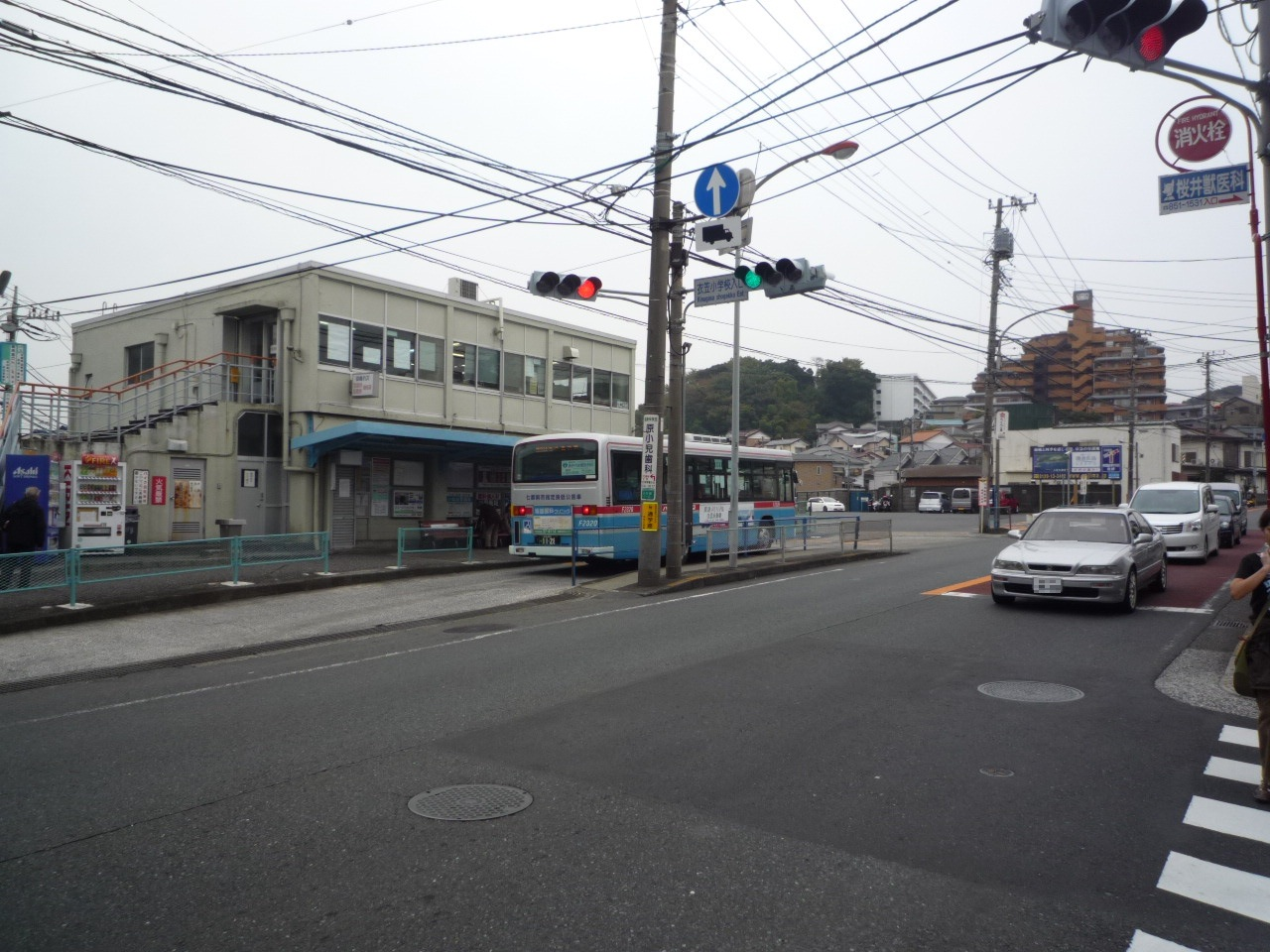
京浜急行バス衣笠営業所時代。現在は教育・研修センターになっている。

- 京浜急行バス衣笠十字路バス停の位置が、武山線の京急衣笠駅が建設される予定であった場所である。現在は京浜急行バス衣笠営業所の教育・研修センターの建物や訓練場の敷地となっている。
- 京急は神奈川県に武山線の敷地を売却したあとも、1966年（昭和41年）まで事業免許を持ち続けていたが、現在は失効している。
- 武山線のルート沿い、つまり県道26号線には京浜急行バスが路線を保有しており、林停留所から衣笠十字路停留所までの間は、通勤・通学ラッシュではなくとも、1時間に5 - 6本のバスが走っている。
- 現在では武山線が計画されていた沿線の人口は、新興住宅地の建設が進み、鉄道空白地帯のため通勤通学時間帯の横須賀市中心部への路線バスはかなり混雑するが、終戦直後から免許が失効した1966年（昭和41年）までは畑や田んぼが多く、沿線人口も少なかった。衣笠から林の間で人口が増え始めたのは、1970年（昭和45年）代の後半からである。
- 一時、トロリーバス（無軌条電車）方式にする提案もあったが、実現しなかった。
- サンケイアトムズ（後にアトムズ・ヤクルトアトムズ・ヤクルトスワローズを経て東京ヤクルトスワローズ）が、建設予定地沿線の京急所有地を借用して武山グラウンドを建設し、1968年から練習およびファーム公式戦の球場として使用したが、借地期限の切れた1977年に京急に返還され、『京浜急行電鉄武山球場』として地元のアマチュア野球に利用されている。ヤクルトの練習場は埼玉県戸田市のヤクルト戸田球場に移転した。